# John Alexander Dowie
John Alexander Dowie, född 25 maj 1847, död 9 mars 1907, var en amerikansk helandepredikant samt grundare av staden Zion i Illinois och Christian Catholic Church.

## Biografi
Dowie föddes i Edinburgh i Skottland som son till John Murray Dowie, skräddare och predikant.
John Alexander Dowie var ett brådmoget barn. Han lärde sig tidigt att läsa och vid sex års ålder läste han ut Bibeln från pärm till pärm. Året därpå blev han frälst under ett gatumöte.
År 1860 flyttade familjen till Australien, där John Alexander fick anställning i en livsmedelsbutik tillhörande en farbror och så småningom blev han butiksföreståndare. Under denna tid blev Dowie, genom förbön, helad från kronisk dyspepsi. År 1868 återvände han till Edinburgh, för att studera teologi vid universitetet. Under studietiden tjänstgjorde han emellanåt även som lekmannapredikant. Han besökte kliniker och medicinska föreläsningar. År 1870 fick han avbryta sina studier och resa hem till fadern som fått ekonomiska problem. Där bedrev han affärsverksamhet i ett par års tid, samtidigt som han på fritiden studerade och predikade så mycket han kom åt.
År 1872 utnämndes han till pastor inom den kongregationalistiska kyrkan i Australien, inom vilken han kom att tjänstgöra i Alma, Sydney och Newton. Den sistnämnda platsen drabbades under Dowies tid där av en epidemi som skördade många människoliv.
I början av 1876 upplevde han att genom förbön helat tre dödssjuka syskon. Detta blev en andlig vändpunkt för Dowie som resten av sitt liv kom att predika gudomligt helande och be för många sjuka. Samma år gifte han sig.

## Evangelist
År 1878 hade Dowie kommit till insikt om att det var fel att sälja och köpa andliga tjänster. Han sade därför upp sin pastorstjänst och verkade resten av sitt liv som fristående evangelist, med Gud som enda arbetsgivare. Dowie flyttade till Melbourne där han, till att börja med, höll sina möten i en teater, men snart rymdes inte alla mötesdeltagare där. Han lyckades bygga en stor kyrka, "tabernaklet" där han fortsatte sin verksamhet och 1882 bildade the International Divine Healing Association.
Ryktet om alla helandeunder spred sig och snart fick Dowie kallelser att predika utomlands. Först reste han till Nya Zeeland och sedan, 1888 till USA. Under ett par års tid turnerade Dowie längs Stillahavskusten. I början av 1890-talet sökte han sig norrut och turnerade i Kanada och angränsande delstater i USA. I Chicago fick Dowie hela en kvinna som var döende i cancer och såg detta som ett tecken på att han skulle slå sig ner där. Den 7 maj 1893 invigde han en liten träkyrka, med omkring 400 platser, strategiskt placerad nära ingången till Världsutställningen. Under ett halvårs tid kom Buffalo Bill att hålla sin berömda "Wild West Show" mitt emot kyrkan.
Sjuka människor som sökte förbön strömmade till och i maj 1894 invigdes Divine Healing Home No. 1 för att härbärgera alla dessa, men också som privatbostad för familjen Dowie. Två krav ställdes på de som sökte sig dit: Innan Dowie bad om helande, måste de avstå från all medicinsk behandling (inklusive tabletter) och (om de inte redan var frälsta) avlägga syndabekännelse och omvända sig.
Alla helbrägdagörelser (ibland även av släktingar till kändisar som Buffalo Bull och president Abraham Lincoln) skapade stor uppmärksamhet kring Dowie och verksamheten växte. Inom fem månader hade man invigt två nya helandehem och 1895 invigdes en ny möteslokal med plats för 1 500 personer. Samma år arresterades Dowie ett hundratal gånger, ibland mitt under predikningar eller förbönsakter, och åtalades för brott mot olika kvacksalverilagar – men friades på alla punkter.
År 1896 flyttade familjen Dowie och helandeverksamheten till större lokaler, Zion Home, i centrala Chicago och bildade Christian Catholic Church. Samma år började Dowie ge ut tidskriften "Leaves of Healing", med undervisning om gudomligt helande och dokumentation av helandeunder som ägt rum.
År 1897 köpte man en annan kyrkolokal, byggde om och till den så att den rymde omkring 3 000 personer och gav den namnet Central Zion Tabernacle. År 1899 offentliggjorde Dowie planer på att bygga Zion City i Illinois. år 1903 höll han en tvåveckors väckelsekampanj i Madison Square Garden i New York och 1904 gjorde han en världsturné. År 1906 fick Dowie en stroke som bröt ner hans hälsa och 1907 ändade hans liv.